# Hrabstwo Monroe (Tennessee)
Hrabstwo Monroe (ang. Monroe County) – hrabstwo w stanie Tennessee w Stanach Zjednoczonych. Obszar całkowity hrabstwa obejmuje powierzchnię 652,58 mil² (1690,17 km²). Według szacunków United States Census Bureau w roku 2009 miało 45 830 mieszkańców.
Hrabstwo powstało w 1819 roku.

## Miasta
- Madisonville
- Sweetwater
- Tellico Plains
- Vonore[4]

| Populacja hrabstwa w poprzednich latach | Populacja hrabstwa w poprzednich latach |
| Rok                                     | Liczba ludności                         |
| --------------------------------------- | --------------------------------------- |
| 1980                                    | 28 585                                  |
| 1990                                    | 30 541                                  |
| 2000                                    | 38 961                                  |
| 2005                                    | 43 185                                  |